# William de Beauchamp, 9. Earl of Warwick
William de Beauchamp, 9. Earl of Warwick (auch William IV de Beauchamp) (* um 1238; † 5. oder 9. Juni 1298) war ein englischer Magnat.

## Herkunft
William entstammte der ursprünglich anglonormannischen Familie Beauchamp. Er war das älteste von acht Kindern von William (III) de Beauchamp und von dessen Frau Isabel Mauduit. Sein Vater war Lord of Elmley in Worcestershire, seine Mutter war eine Schwester von William Mauduit, der 1263 den Titel Earl of Warwick erbte.

## Jugend und Heirat
Williams Vater hatte mit Peter de Montfort ein Abkommen geschlossen, nach dem sie ihre ältesten Töchter und Söhne miteinander verheiraten würden. König Heinrich III. hatte im August 1248 zugesagt, dieses Abkommen anzuerkennen und nicht in die Heiraten einzugreifen. Dennoch fanden die geplanten Heiraten nicht statt, vermutlich, weil Peter de Montfort während der Rebellion der Barone ab 1258 ein entschiedener Gegner des Königs war. Williams Vater dagegen blieb ein Unterstützer des Königs, und vermutlich unterstützte auch der junge William den König. Angeblich nahm er 1265 an der Schlacht von Evesham teil, die zum entscheidenden Sieg der königlichen Partei im Zweiten Krieg der Barone wurde. Zwischen Ende 1261 und vor Januar 1268 hatte er Matilda († 1301), die Witwe des Barons Gerard de Furnival aus Yorkshire und Tochter von John fitz Geoffrey und von Isabel Bigod geheiratet. Da seine Braut zwei verheiratete Brüder hatte, konnte William zunächst wenig Hoffnung haben, durch sie ein reiches Erbe anzutreten. Tatsächlich starben jedoch ihre Brüder kinderlos, so dass Matilda schließlich 1297 ein Viertel der Besitzungen ihres Vaters erbte. Zu Lebzeiten seines Vaters blieb William jedoch ein kleiner Ritter, dem sein Vater nur Grundbesitz in Sheriffs Lench in Worcestershire überlassen hatte, durch den er gerade £ 9 Jahreseinkünfte bezog. Später erhielt er von seinem Vater im Tausch gegen Sheriffs Lench das Gut von Letcombe Basset in Berkshire. Vor 1265 erwarb er dazu, teils von einem verschuldeten Vasallen, Güter in Beoley und Yardley.

## Erbe des Earldoms of Warwick
Da seine Mutter bereits gestorben war, erbte Beauchamp nach dem Tod seines Onkels William Mauduit, 8. Earl of Warwick Anfang 1268 den Titel Earl of Warwick sowie die dazugehörenden Besitzungen, darunter umfangreiche Ländereien in Warwickshire. Am 9. Februar 1268 huldigte er dem König. Um diese Zeit, zwischen dem 7. Januar und dem 21. April 1268, starb auch sein Vater, so dass er auch dessen Güter, vor allem in Worcestershire erbte. Für diese Güter huldigte er dem König am 27. April 1269. Dazu erbte er von seinem Onkel das Erbamt des Chamberlain of the Exchequer, von seinem Vater das Erbamt des Sheriffs von Worcestershire sowie das Erbamt des Haushofmeisters anlässlich der Königskrönungen.
Durch diese Erbschaften war Beauchamp rasch vom armen Ritter zum mächtigen Magnaten aufgestiegen, dessen Besitzungen sich in den westlichen Midlands konzentrierten. Wohl wegen seiner Unterstützung des Königs im Krieg der Barone stand er dazu hoch in dessen Gunst. Heinrich III. gestattete ihm, die Schulden seines Vaters gegenüber der Krone weiterhin in geringen Jahresraten von £ 10 zu begleichen. Obwohl ihm zudem mehrfach Teile der Schulden erlassen wurden, blieb er auch deshalb bis zu seinem Tod bei der Krone verschuldet. Andererseits wurde sein Erbe erheblich geschmälert, da Ela Longespée, die Witwe von Thomas de Beaumont, 6. Earl of Warwick, bis zu ihrem Tod 1298 Anspruch auf ein Drittel der Güter ihres Mannes als Wittum hatte, und auch Angaret, die zweite Frau und Witwe seines Großvaters väterlicherseits, hatte noch Anspruch auf ein Wittum und starb erst um 1280. Dazu musste er 1268 Alice, der Witwe seines Onkels, ein Wittum zugestehen. Durch Verhandlungen mit Ela Longespée konnte er erreichen, dass sie bereits vor ihrem Tod Ländereien an ihn zurückgab, dennoch befand sich Beauchamp bis zu seinem Tod in Geldnöten.

## Im Dienst des Königs
In den nächsten Jahren war Warwick vor allem in Wales bzw. in den Welsh Marches häufig im Dienst der Krone tätig. Am 16. Oktober 1270 wurde er Mitglied einer Kommission, die die Übergriffe des Earls of Gloucester untersuchen sollte, die dieser gegen Fürst Llywelyn von Wales begangen haben sollte. Am 14. April 1274 ermächtigte ihn der König, Übergriffe von Fürst Llywelyn zu untersuchen, und am 24. April 1274 sollte er einen Waffenstillstand zwischen Fürst Llywelyn und Humphrey VI. de Bohun vermitteln. Am 12. November 1276 gehörte er der Ratsversammlung an, während der Fürst Llywelyn als aufsässigem Rebellen der Krieg erklärt wurde. Auch an dem Parlament zu Michaelis 1278, während dessen der schottische König Alexander III. dem englischen König Eduard I. huldigte, nahm Warwick teil.
Dazu diente Warwick dem König als Militär, wobei es meistens unter seiner Ehre war, vom König Sold zu erhalten. Nur zur Besoldung der von ihm zusätzlich aufgebotenen Truppen nahm er Gelder entgegen. Warwick diente dem König sowohl in den Kriegen zur Eroberung von Wales wie auch zu Beginn des Schottischen Unabhängigkeitskrieges. Im November 1276 wurde er zur Vorbereitung des ersten Feldzugs nach Wales Kommandant von Chester und Lancashire. In dieser Funktion sollte er die Welsh Marches vor Angriffen aus Wales beschützen und den Vormarsch des königlichen Heeres vorbereiten, das sich bis zum 1. Juli 1277 bei Worcester sammelte. Auch am Feldzug von 1282 bis 1283 zur Eroberung von Wales nahm er wahrscheinlich teil. Während der Rebellion des walisischen Lords Rhys ap Maredudd war er einer der Kommandanten des englischen Heeres, das nach heftiger Belagerung im September 1287 Dryslwyn Castle eroberte. Als es 1294 zu einem neuen walisischen Aufstand kam, war Warwick Kommandant eines der drei englischen Heere, die den Aufstand niederschlugen. Er sammelte seine Truppen in Montgomery, von wo er nach Oswestry zog. Seine Kundschafter entdeckten das Heer des Rebellen Madog ap Llywelyn, den er vermutlich am 5. März 1295 in der Schlacht von Maes Madog überraschen und entscheidend schlagen konnte. Im Sommer 1295 war Warwick an der weiteren Niederschlagung des Aufstands in Südwales beteiligt. Im Juni ergab sich ihm der Rebellenführer Morgan ap Maredudd, den Warwick zum König bringen ließ. Im Krieg mit Schottland war er einer der Kommandeure, die unter dem Oberkommando des Earls of Surrey die Schotten am 27. April 1296 in der Schlacht bei Dunbar besiegten.
In der Krise von 1297 gehörte Warwick zunächst der Adelsopposition an, die angesichts des Krieges mit Schottland und dem zeitgleichen Konflikt mit Frankreich rebellierten. Eduard I. hatte für 7. Juli 1297 etwa 130 Magnaten zur Musterung nach London einberufen. Bevor sie nach London aufbrachen, trafen sich zahlreiche Magnaten, unter ihnen die Earls of Norfolk, Hereford und Warwick, in Montgomery. Dabei sprachen sie sich gegen den geplanten Feldzug nach Flandern aus, da sie bereits häufig in Wales und in Schottland gekämpft hatten und zudem durch die hohen Steuern, die zur Finanzierung der Kriege erhoben worden waren, belastet waren. Während Norfolk und Hereford und andere an ihrer Opposition festhielten, wurde Warwick anschließend angeblich vom König bestochen, so dass er am 14. Juli dem Thronfolger Eduard von Caernarfon die Treue schwor. Der Wechsel von Warwick auf die Seite des Königs führte mit zum Zerfall der Adelsopposition. In Stratford kam es zu einer Vermittlung zwischen dem König und den verbliebenen oppositionellen Magnaten. Die Opposition legte ihre Beschwerden in den Remonstrances schriftlich nieder, worauf der König, bestärkt von Warwick, den oppositionellen Magnaten entgegenkam.
In der Folge nahm Warwick, vielleicht wegen Krankheit, nicht am Feldzug des Königs nach Flandern teil. Stattdessen gehörte er dem Rat an, der während der Abwesenheit des Königs den Thronfolger als Regenten unterstützen sollte. Er nahm jedoch an dem dreimonatigen Winterfeldzug von 1297 bis 1298 nach Schottland teil. Für diesen Feldzug hatte der König sechs Earls mit zusammen 500 Reitern aufgeboten, wofür die Magnaten vom König fast £ 7700 erhielten. Warwick stellte mit nur 30 Reitern das kleinste Kontingent. Für Pfingsten, 30. März 1298, berief ihn der König zu einer Ratsversammlung nach York.

## Wirken als Earl of Warwick
Als Earl of Warwick führte Warwick einen Streit mit Bischof Godfrey Giffard von Worcester, vor allem über die Zugehörigkeit von Oswaldslow in Worcestershire. Auch mit dem Kathedralpriorat von Worcester, wo seine Familie das Kirchenpatronat hatte, hatte Warwick mehrere Streitigkeiten. Im Gegensatz dazu war Warwick ein Förderer der Bettelorden, unter anderen stiftete er Besitzungen zugunsten der Augustiner-Eremiten in Thelsford.
Warwick zeigte außergewöhnliches Interesse an Pferden. Während des Feldzugs von 1297 bis 1298 nach Schottland führte er sechs wertvolle Pferde für sich mit, von denen das teuerste 100 Mark wert war. Anfang Juni 1298 erkrankte Warwick in Elmley schwer. Er setzte sein Testament auf, nach dem er nicht wie sein Vater in der Kathedrale von Worcester, sondern in der Franziskanerkirche begraben werden wollte. Er hinterließ auch keine Stiftungen zugunsten der Kathedrale. Für seine Beerdigung wünschte er, dass zwei seiner Pferde seine Waffen und seine Rüstung mitführen sollten. Seiner Frau vererbte er neben dem beweglichen Besitz auch die Pferde, die auf einem Gut in Sheffield lebten.

## Familie und Nachkommen
Mit seiner Frau Matilda hatte William de Beauchamp mehrere Kinder, darunter:
- Guy de Beauchamp, 10. Earl of Warwick (1270–1315);
- Isabella de Beauchamp († 1306), ⚭ (1) Patrick de Chaworth, ⚭ (2) Hugh le Despenser, 1. Earl of Winchester;
- Sarah de Beauchamp;
- Margaret de Beauchamp, ⚭ John de Sudeley, 1. Baron Sudeley;
- Anne de Beauchamp, Nonne im Gilbertinerpriorat in Sholdham;
- Amy de Beauchamp, Nonne im Gilbertinerpriorat in Sholdham.